# Ideal (Philosophie)
Als Ideal  (lateinisch idealis, „dem Urbild entsprechend“ zu lateinisch idea, „Urbild, Gedanke, Einfall“, dieses als Lehnwort von altgriechisch ἰδέα idéa „Gestalt, Urbild, Erscheinung“; siehe auch Idee) wird in der Philosophie ein als höchster Wert anerkanntes Ziel bezeichnet.

## Allgemeines
Das Ideal spielt in der philosophischen Ästhetik, Ethik und in der Wissenschaftstheorie eine Rolle und ist der Inbegriff für ein Vollkommenheitsmuster. Es ist ein Ziel oder die höchste Vollkommenheit. Das Attribut „ideal“ steht für musterhaft oder vorbildlich, „ideell“ dagegen für rein gedanklich oder unwirklich. Die Interpretation des philosophischen Begriffs ist stark vom jeweiligen Autor abhängig.

## Kant
Immanuel Kant versteht unter „Ideal“ allgemein die einem Individuum vorgestellte Idee, unter dem Ideal der reinen Vernunft die Idee Gottes als des schlechthin unbedingten, alle Realität in sich fassenden und die ganze Welt bedingenden Wesens. Er sah die unbedingte Einheit der Bedingungen aller Gegenstände des Denkens oder das Ideal der reinen Vernunft, das den Inhalt der theologischen Idee bildet. Da sich das Ideal allein aus der Bestimmung von „Ideen“ ergeben kann, folgert Kant, dass das Ideal seinerseits noch weiter von der objektiven Realität entfernt sein muss als die „Ideen“.

## Schiller
Friedrich Schiller hat in seinen Gedankendichtungen aus dem Jahre 1795 dem Ideal eine überwältigende Kraft verliehen, insbesondere auch bei seinen Freiheitsidealen.

## Sonstige
Kant und Schiller verwenden den Ausdruck im Sinn der Ästhetik und praktischen ethischen Vernunft (Kants Kritik der Urteilskraft sowie Kritik der praktischen Vernunft).
Georg Wilhelm Friedrich Hegel engt den Begriff Ideal auf die Kunst ein: Ihre Aufgabe sei die sinnliche Darstellung der absoluten Idee als Ideal.
Für Paul Lorenzen ist „ideal“ eine Zuschreibung zu Verhalten, das eine Norm anstrebt, der es doch nicht vollständig genügen kann (Operationalismus). Das „Ideal“ ist dabei Vergleichsmuster, dem die tägliche Praxis als Leitlinie folgen soll, das es aber nicht erfüllen muss.